# Župnija Murska Sobota
Župnija Murska Sobota je rimskokatoliška teritorialna župnija dekanije Murska Sobota škofije Murska Sobota.
Do 7. aprila 2006, ko je bila ustanovljena škofije Murska Sobota. je bila župnija del Pomurskega naddekanata kot sestavnega dela škofije Maribor.

## Sakralni objekti
- Stolnica sv. Nikolaja, Murska Sobota (župnijska cerkev)
- Cerkev sv. Duha, Satahovci
- Cerkev sv. Florijana, Krog
- Cerkev sv. Marije, Rakičan
- Cerkev sv. Marije Vnebovzete, Murski Črnci
- Cerkev sv. Peter in Pavel, Lukačevci